# Beluga Heights
Beluga Heights Records é uma gravadora de discos americana, fundada pelo produtor J. R. Rotem. A gravadora é conhecida por trabalhar com artistas musicais populares como Rihanna e Leona Lewis, bem como na descoberta e desenvolvimento de novos atos como Sean Kingston, Jason Derulo e Iyaz.

## História
A Beluga Heights foi fundada em novembro de 2006, como uma parceria igual a três entre Rotem, o seu gerente Zach Katz e seu irmão Tommy Rotem com a Epic Records, para ajudar a desenvolver novos artistas assinados com a gravadora. Em agosto de 2008, Beluga Heights uniu-se com a Warner Bros Records, onde Jason Derulo, Auburn, e Iyaz foram assinados para a gravadora. A frase "Beluga Heights" é comumente encontrada no início de músicas produzido pela gravadora. Beluga Heights fica alojado no Chalice Recording Studios em Los Angeles.

### Artistas[3]
- Sean Kingston (Epic / Beluga Heights)
- Jason Derulo (Warner Bros. / Beluga Heights)
- Iyaz (Warner Bros./Reprise/Beluga Heights)

### Funcionários[4]
- J.R. Rotem – presidente / produtor musical / compositor
- Zach Katz – CEO / gerente de música / jurídico
- Tommy Rotem – VP of A&R / desenvolvedor artístico

- Jaron "M1" Goodman - Vice Presidente Sênior/ Escritor Sênior

### Produtores e Roteiristas[5]
- J. R. Rotem – produtor e fundador da Beluga Heights Records
- Evan "Kidd" Bogart, compositor da Beluga Heights Records e fundador de seu próprio disco "The Writing Camp"
- Jonathan Brown, compositor
- Clemm Rishad – compositor
- William Jordão – compositor
- Kevin Hissink – compositor
- Mike Mac – compositor
- Jordan Baum - compositor
- Travis Margis - compositor
- Samantha Nelson - compositor
- Lolene Everett - compositor
- Thomas, Louis - compositor

## Discografia
| Ano  | Artista       | Álbum                   |
| ---- | ------------- | ----------------------- |
| 2007 | Sean Kingston | Sean Kingston           |
| 2009 | Sean Kingston | Tomorrow                |
| 2010 | The Ready Set | I'm Alive, I'm Dreaming |
| 2010 | Jason Derulo  | Jason Derulo            |
| 2010 | Iyaz          | Replay                  |
| 2011 | Mann          | Mann's World            |
| 2011 | Jason Derulo  | Future History          |
| 2013 | Sean Kingston | Back 2 Life             |
| 2013 | Jason Derulo  | Tattos                  |
| 2014 | Jason Derulo  | Talk Dirty              |
| 2015 | Jason Derulo  | Everything Is 4         |